# Dodge T-, V-, W-Series
Cet article concerne les camions civils Dodge T-, V- et W-Series. Pour les modèles Dodge VC, VF, WC et WF de la Seconde Guerre mondiale, voir Dodge WC.
 (août 2021).

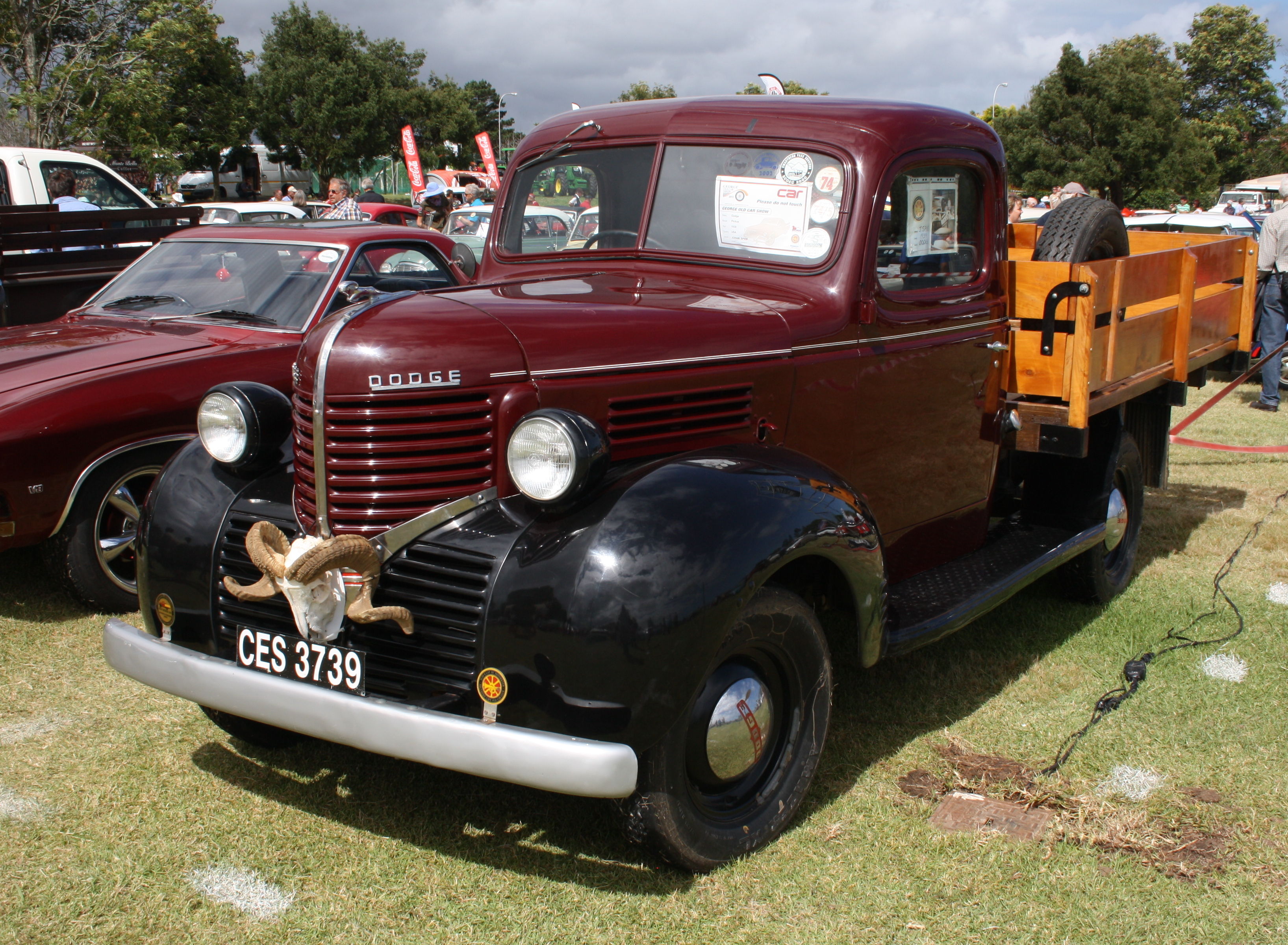
Dodge Pickup 1939 avec plateau en bois.

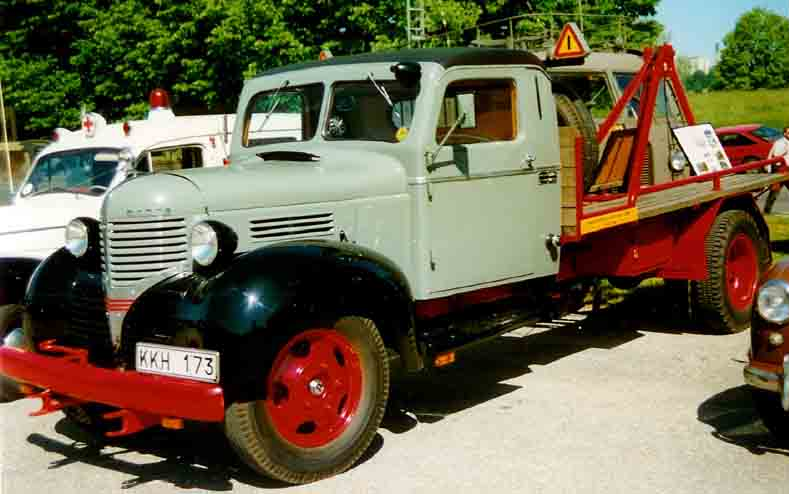
Dépanneuse Dodge TXE32 1939

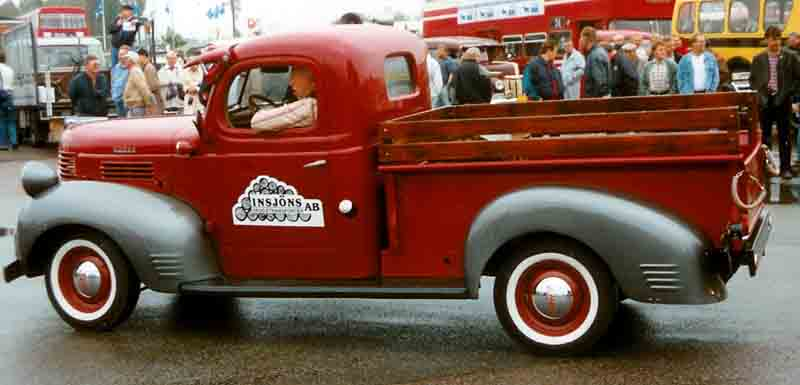
Pick-up Dodge 1946

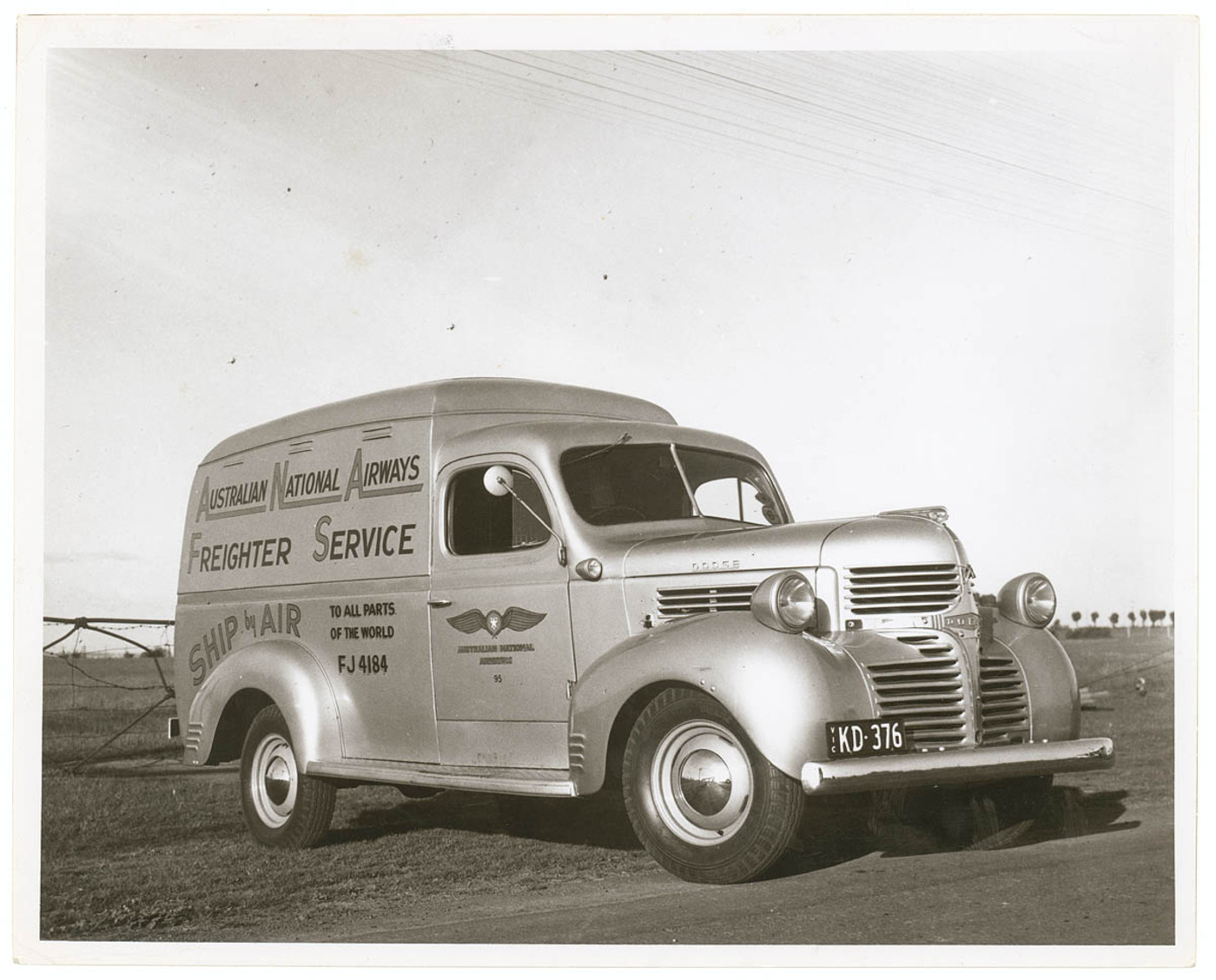
Fourgonnette de service de fret de l'Australian National Airways, modèle 1946

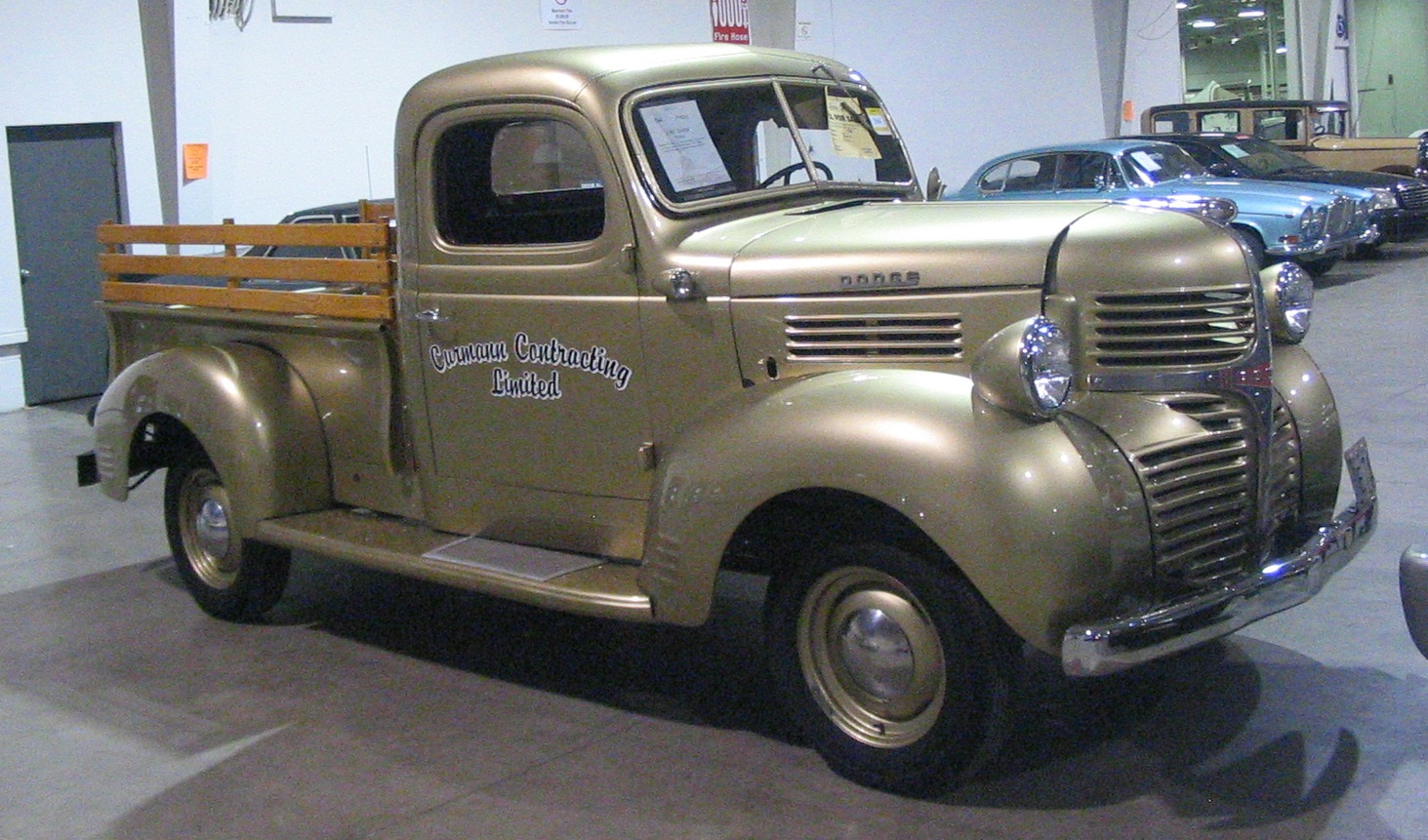
Pick-up Dodge 1947

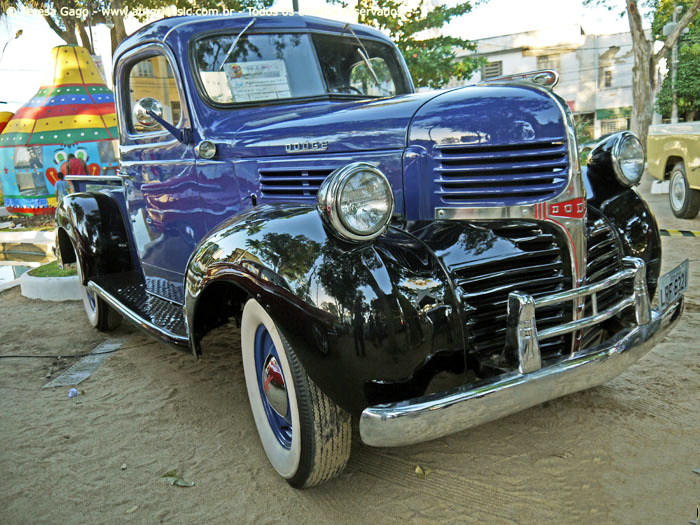
Pick-up Dodge 1 tonne 1947

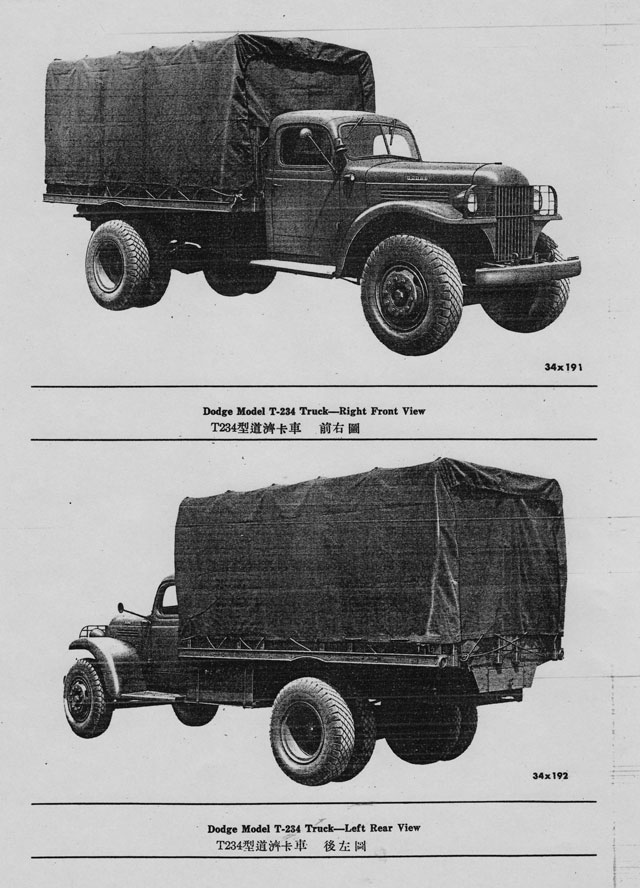
Camion Dodge T-234 prêt-bail.

En 1939, Dodge a présenté une toute nouvelle gamme de pick-ups et de camions. Formellement appelé T-Series pour 1939, V-Series pour 1940 et W-Series de 1941 à 1947, les camions sont surtout devenus connus sous le nom de Dodge Job-Rated.
Avec une tôlerie avant épurée de style Art déco et l'introduction du concept de configurations de camion «Job-Rated», Dodge essayait d'offrir aux clients le camion qui correspondait à l'emploi pour lequel ils l'achetaient. En conséquence, la gamme de pick-ups / camions Dodge de 1939 à 1947 était proposée dans un nombre étonnamment grand de variantes et de codes de modèle.
Six classes de charge utile différentes, une large gamme de carrosseries et plus de vingt longueurs d'empattement différentes ont été fabriquées, et ils équipés de versions de tailles différentes des moteurs six cylindres en ligne à soupapes latérales de Chrysler - du pick-up TC-Series d'une demi-tonne - sur un empattement de 2 946 mm à des cabines de tracteur de trois tonnes. Néanmoins, mécaniquement, les camions étaient tous très similaires, avec des essieux pleins à l'avant et à l'arrière et des ressorts à lames aux quatre coins. Avec la Seconde Guerre mondiale occupant la majeure partie de la capacité de production de 1942 à 1945, le style de 1939 est resté largement inchangé jusqu'en 1947, l'ingénierie et la production devenant l'objectif principal.
Les camions Dodge jouissaient d'une certaine popularité avant la guerre, et le dernier d'entre eux construit en 1942, avant que Dodge ne se tourne vers de la production principalement militaire, avait évolué vers le nom de modèle W-Series. Quand Dodge a repris les ventes après la guerre, ils ont continué sous le nom de Dodge W-Series en 1946.
L'auteur historique des camions Dodge, Don Bunn, a noté que les camions Job-Rated de 1939 à 1947 représentent un segment très important de l'histoire de Dodge. Ils ont été les premiers à être produits en série dans la nouvelle et immense usine de camions de Warren (Mound Road). Les camions Job-Rated ont également formé la base des premiers véhicules militaires légers à quatre roues motrices de Dodge, le Dodge WC d'une demi-tonne de 1940, qui à son tour est devenue la première camionnette commerciale à 4 roues motrices au monde: la Dodge Power Wagon. Et enfin, Dodge a été le premier des trois grands constructeurs automobiles américains à proposer un camion à moteur diesel - d'autant plus exceptionnel que Chrysler a conçu et construit ses lourds moteurs diesel en interne. Aujourd'hui, cette série est le pick-up le plus populaire auprès des collectionneurs de camions Dodge.

## Généralités
Après que Dodge eut uni ses forces avec les camions Graham Brothers à partir de 1925, les camions Dodge et Graham, commercialisés par le vaste réseau de concessionnaires Dodge, étaient offerts dans diverses capacités, allant d'une demi-tonne à trois tonnes. En mai 1928, le magazine Power Wagon avait déjà calculé un « véritablement impressionnant » nombre de 1842 combinaisons de configurations possibles, de modèles disponibles, de styles, de charges utiles et d'autres options.
Pour 1939, Dodge a déployé un design moderne et saisissant, fabriqué à partir de zéro, à l'exception des transmissions mises à jour - et, comme auparavant, offrant un nombre exceptionnellement grand de variantes disponibles. À la fin des années 1930, le style épuré était devenu une exigence virtuelle pour tout, les appareils électroménagers, les voitures, les bateaux, les avions - même les camions, les trains et l'architecture. Les nouveaux camions Dodge "Job-Rated" ont emboîté le pas et étaient tout à fait représentatifs de l'Art déco style "Paquebot" inspiré du design aérodynamique et caractérisé par des lignes horizontales allongées et des formes courbes, pour donner une impression d'élégance et de modernité.
Les toutes nouvelles cabines tout en acier présentaient une conception avant avec une base en forme de tonneau et une calandre en forme de V pointue; de longues ailes avant et arrière, élégantes et couronnées, avec des "lignes de vitesse" en relief sur les bords inférieures de chaque garde-boue - et un nouveau pare-brise incliné en deux parties, qui pouvait être ouvert pour une circulation d'air accrue. Les phares étaient toujours autonomes, mais étaient montés dans des cosses en forme de balle. Des modèles d'une demi-tonne à ceux de trois tonnes, les nouveaux camions présentaient tous le même design distinctif - les modèles lourds ne se démarquaient que parce qu'ils étaient plus hauts, sur des roues et des pneus plus grands.
Le style unique des camions n'a vraiment changé qu'en 1940, lorsque les camions Dodge ont commencé à utiliser des phares à faisceau étanche et ont été équipés de feux de position montés sur le boîtier des phares. Pour la plupart, après 1940, les changements d'apparence d'une année à l'autre étaient très minimes. La conception de la calandre a été à nouveau légèrement modifiée en 1941, et ce style a continué jusqu'en 1947, à l'exception des bandes inférieures chromées, qui ont été omises après la guerre.
Les camions Job-Rated avaient des cadres plus solides que les précédents camions Dodge, utilisant de l'acier avec une résistance à la traction plus élevée, et les longerons du cadre dépassaient plus le moteur qu'auparavant, de sorte que les pare-chocs robustes de type "canal" du camion liaient les rails ensemble, renforcer le cadre. Après la Seconde Guerre mondiale, plusieurs changements ont été apportés aux pièces du châssis du camion de production, sur la base de l'expérience de fiabilité acquise pendant le service militaire - par exemple, des différentiels plus solides et des arbres d'essieu plus grands ont été utilisés dans les camions d'après-guerre, et les boîtiers de direction ont également été renforcés.
Dans l'ensemble, Dodge a annoncé jusqu'à 175 modèles de châssis de base et sept variantes de moteur, ainsi que différents choix d'embrayages, de transmissions, d'essieux, de rapports de démultiplication, de ressorts, de pneus et de freins. En 1941, General Motors a introduit de nouveaux camions pour Chevrolet et GMC, qui devinrent littéralement connus sous le nom de camions Art Déco, et les annoncèrent comme "Les bons camions pour tous les métiers". Les camions Job-Rated de Dodge et Art-Décos de GM sont reconnus comme les meilleurs exemples de camions à l'architecture avec la conception de style "Paquebot" des années 1930.

### Codes des noms de modèle
Introduite sous le nom de T-Series pour l'année modèle 1939, la gamme a évolué vers le V-Series pour 1940 et le W-Series pour 1941, mais le "W" a été conservé jusqu'à la fin des ventes en 1947.
Le TC bas de gamme, et ses successeurs VC et WC, avaient une cote de 0,5 tonne, sur un empattement de 2 946 mm. Au fur et à mesure que la deuxième lettre du code modèle progressait dans l'alphabet, la cote de charge utile augmentait généralement, mais cela n'était pas mis en œuvre de manière cohérente. Bien que les TD-15, VD-15 et WD-15 avaient une cote de 0,75 tonne de tonne, les TD-20 et -21 et ses versions ultérieures VD et WD avaient une cote d'une tonne. Les -15 et les -20 avaient un empattement de 3 048 mm, mais le modèle de 1 tonne pouvait également être obtenu avec 3 378 mm (pour les TD- / VD- / WD-21). Les modèles avec la deuxième lettre «E» n'existaient que sous la forme des versions TE de 1939. Les modèles TF, VF et WF avaient une cote de 1 tonne ou de 1,5 tonne, dont l'empattement variait de 3 200 à 4 826 mm. Les modèles avec la deuxième lettre G et H étaient constamment évalués à 1,5 tonne et 2 tonnes, respectivement, avec un empattement de 3 454 à 5 588 mm. Les modèles J de 2,5 tonnes n'ont pas été introduits avant les WJ-55 à WJ-59 de 1946, avec un empattement de 3 454 à 5 969 mm. Les modèles à lettres K étaient systématiquement évalués à 3 tonnes, mais les modèles à lettres L allaient à l'encontre du modèle de dénomination - ils n'étaient que de 2 tonnes. Les deux étaient offerts dans des empattements allant de 3 861 à 5 207 mm jusqu'en 1942. À partir de 1946, il y avait des modèles WK et WR de 3 tonnes avec un empattement de 3 454 à 4 978 mm.

## Transmission
Les camions Job-Rated de Dodge utilisaient des moteurs six cylindres à tête plate, initialement développés par Plymouth, tout au long de la gamme de 1939–1947. Dans les camions légers d'une demi-tonne, le moteur 201 était initialement standard; avec 70 ch en 1939, mais augmenté à 79 ch en 1940, et 82,5 ch en 1941. Les camions de trois quarts de tonne et d'une tonne utilisaient le moteur 217 de 1939 à 1941, évalué à 77 ch au départ, puis à 82 ch, et à 85 ch en 1941.
À partir de 1942 (juste avant la fin de la production civile), les moteurs 201 ont été retirés de la gamme et les modèles légers de 0,5 tonne ont reçu le plus gros moteur six cylindres 218, comme sur les pick-ups de 3/4 tonne, allant jusqu'à 95 ch (brut) après la guerre, tandis que les camions d'une tonne ont un plus gros moteur 230 (au lieu des 218), avec 102 chevaux, jusqu'au remplacement de la gamme en 1947. Une transmission manuelle à trois vitesses était une transmission standard, tandis qu'une boîte à quatre vitesses avec un premier rapport composé était une option.
Les modèles TK et TL à WK et WL de 1939-1947 étaient également disponibles avec un moteur diesel - le propre moteur diesel de Dodge - Dodge et Mack Trucks étaient les deux seuls constructeurs américains de la période précédant la Seconde Guerre mondiale à avoir leurs propres moteurs diesel. Un générateur auxiliaire supplémentaire de 6 volts a fait ses débuts en 1941 sur les moteurs diesel. L'unité fournissait de l'énergie pour l'éclairage, les instruments et les klaxons. Les ventes de diesel étaient cependant extrêmement limitées, comptant jusqu'à 75 unités vendues en 1939, 134 unités en 1940 et 195 plates-formes en 1941.

## Carrosseries et options
Outre la carrosserie de pick-up «Express», les camions Job-Rated étaient disponibles en version cabine / châssis, capot / châssis ou châssis nu (pour les carrosseries personnalisées par des sociétés tierces).
En bas de la gamme, Dodge proposait les trois classes de pick-up désormais courantes (0,5 tonne, 0,75 tonne de tonne et une tonne), ainsi qu'un pick-up de 1,5 tonne vers le haut de la gamme. Les pick-ups d'une demi-tonne de Dodge, sur un empattement de 2 946 mm avec une benne de 2,29 m, ont été remplacées par les moteurs six cylindres en ligne à tête L 201 de 70 ch. Les modèles de 3/4 et de 1 tonne conservaient le moteur six cylindres à tête en L 218 de 75 ch, soit sur un empattement de 3 048 mm avec une benne de 2,29 m, soit sur un empattement de 3 378 mm avec une benne de 2,74 m. Le pick-up de 1,5 tonne de Dodge, offert depuis le lancement des camions Job-Rated de 1939 jusqu'au passage en 1942 à la production en temps de guerre, se composait du modèle à empattement long d'une tonne avec benne de 2,74 m, mais sur des roues et des pneus plus gros.
En plus des pick-ups, les modèles les plus légers de la gamme, les TC / VC / WC d'une demi-tonne à empattement de 2 946 mm, étaient également proposés en tant que camion de livraison, soit avec une carrosserie de fourgon «panneau» en acier massif, soit en auvent ouvert recouvert de toile.
Après la guerre, le pick-up de 1,5 tonne et le long pick-up d'une tonne avec la benne de neuf pieds ont été abandonnés. Les options d'équipement disponibles d'après-guerre comprenaient un embrayage plus grand, une transmission à quatre vitesses, des pneus surdimensionnés, un essuie-glace électrique, un chauffage, un cadre de pare-brise chromé, une visière réglable, un accoudoir pour le conducteur, un plafonnier, des clignotants, un siège «en mousse» avec revêtement en cuir, et une radio AM.

## Modèles utilisés par les militaires

### Quatre roues motrices spécialement conçues
Après que Dodge ait fourni à l'armée américaine son premier camion à quatre roues motrices en 1934, des modèles de 1,5 tonne plus modernes ont été développés, et 1700 camions RF-40-X-4 (USA) ont été fournis en 1938, et 292 TF-40-X-4 (USA) en 1939,. En 1940, Dodge a obtenu un contrat de l'armée pour concevoir et construire des camions militaires 4 × 4 d'une demi-tonne dans plusieurs styles en utilisant de nombreuses pièces de camions commerciaux. Basé sur le VC-Series, et appelé en interne le T-202 Series, le VC-1 à VC-6 est livré avec une tôle avant essentiellement d'origine. De même, leur empattement de 2 946 mm et leur moteur six cylindres 201 de 79 chevaux partageaient beaucoup avec le VC civil de 0,5 tonne de Dodge. L'année suivante, le T202 a été remplacé par les camions T-207 Series. Encore une fois classés comme modèles de 0,5 tonne, ils comportaient un capot, une calandre et des ailes spécifiques pour l'armée. Ces camions étaient propulsés par le moteur six cylindres 218 de 85 chevaux provenant des modèles commerciaux de 0,75 tonne et d'une tonne de Dodge. Finalement, les camions militaires ont été considérablement redessinés et augmentés à 0,75 tonne de tonne avec un moteur 230 de 92 ch. Avec les 0,5 tonne de 1941, ils ont été construits de 1942 jusqu'à la fin de la guerre en tant que camions militaires Dodge WC-Series. Une trentaine ont été modifiés en tant que camions blindés par les Français en Syrie avant la Seconde Guerre mondiale et connus sous le nom d'automitrailleuse Dodge 'Tanake'. "Ces camions ont servi avec des unités de la Légion étrangère avant la guerre, ainsi qu'avec des unités de Vichy et de la France libre pendant la Seconde Guerre mondiale. Après la guerre, les camions restés dans le pays sont passés au gouvernement syrien et certains ont été utilisés pendant la guerre de 1948". Le Tanake était équipé d'un canon M1916 de 37 mm et de 2 ou 3 mitrailleuses légères FM 24/29 et d'un équipage de 5 personnes.

### Modèles de série et caractéristiques
L'armée américaine a également utilisé certains des modèles de camions légers de Dodge, principalement de série, sous forme de deux roues motrices. Les manuels techniques des véhicules militaires de l'armée américaine offrent des caractéristiques plus détaillées sur trois de ces modèles: les modèles WC et WD-15 de l'année modèle 1947, et la version à empattement de 4 064 mm du SNL G-number 618, alias le WF-32.
De plus, il y avait des variantes civiles 4x2 construites soit comme des camions canadiens «modèle conventionnel modifié» ou «modèle de camions militaire canadien», appelés D15 (¾ de tonne - code technique T-222), D60S et D60L (3 tonnes, code technique T-110, avec un empattement court de 3 464 mm ou long de 4 064 mm). Les modèles canadiens étaient construits avec un moteur de 3 877 cm3 avec un bloc de 635 mm, qui leur était propre, et ils avaient des essieux arrière renforcé. Chrysler Corporation of Canada a produit un total de 180 816 camions Dodge militaires de 1939 à 1945,.

#### Camion Dodge T-234 "China / Burma"
Un cas particulier entre les camions commerciaux de série et les camions militaires dédiés, était le camion T-234 «China / Burma Road», qui a été construit dans le cadre de la coopération alliée avec la Chine contre le Japon, pendant la guerre et juste après. D'octobre 1944 à mars 1946, Dodge a construit 15 000 camions, qui utilisaient une combinaison de commande spéciale pour des composants standard plus robustes, pour acheminé des fournitures terrestres depuis l'Inde vers la Chine en passant par la très accidentée Stilwell / Ledo Road, dans une certaine mesure selon un cahier des charges rédigé personnellement par le Generalissimo Tchang Kaï-chek, alors commandant des forces nationalistes chinoises. Chiang Kai-shek a demandé à Roosevelt lui-même 15 000 camions de deux tonnes et demie capables de gérer la route de Birmanie, les obligeant à avoir un moteur d'au moins 4 916 cm3 et une transmission à 5 vitesses. Les camions ont été construits avec une cabine civile fermée presque standard - avec conduite à droite parce que les Britanniques commandaient la Birmanie - mais équipés d'une calandre et d'un pare-broussailles plats de style militaire, et de grandes ailes ouvertes, presque plates, pour éviter l'accumulation de boue obstruant les roues en rotation et se démarque par ailleurs par un réservoir de carburant de 227 litres. Pour que les camions puissent fonctionner sur le voyage exténuant de 7 500 km sur l'Himalaya, Dodge a non seulement installé des ressorts et un boîtier de direction robustes, mais à également mis en place et installer des roulements tri-métalliques de qualité aéronautique et des amortisseurs de type avion. Les radiateurs étaient équipés d'un réservoir de trop-plein pour renvoyer l'eau refroidie vers le système de refroidissement scellé. La garde au sol était de 330 mm, avec un angle d'approche de 50° et un départ de 28,5°. Les essieux avant ont été élargis pour donner une bande de roulement plus large. Néanmoins, la durée de vie moyenne des camions n'était que d'environ cinq voyages.
Il a été commenté que la conception de la tôle avant du Dodge T-234 Burma présente une ressemblance remarquable avec celle des Dodge Power Wagon d'après-guerre, et pourrait bien l'avoir influencée.

## Tableau des caractéristiques
Ce tableau présente les caractéristiques de quelques modèles haut de gamme de la vaste gamme de 1939–1947 uniquement.
| Modèle                      | Dodge WC                    | Dodge WD-15                 | Dodge WF-32                  | Dodge D60S,                      | Dodge T-234 "Burma"         |
| --------------------------- | --------------------------- | --------------------------- | ---------------------------- | -------------------------------- | --------------------------- |
| Style de carrosserie        | Carrosserie pick-up Express | Carrosserie pic-kup Express | Cabine et plateforme fermés  | Cabine fermée, camion à benne    | Cabine et plateforme fermés |
| Année modèle                | 1947                        | 1947                        | 1941-1947                    | 1939–1942                        | 1944–1946                   |
| Classification              | 1⁄2-tonne                   | 3⁄4-tonne                   | 1 ⁄2-tonne                   | 3-tonnes                         | 3-tonnes                    |
| Moteur                      | 217 de 3 569 cm3            | 217 de 3 569 cm3            | 236 de 3 877 cm3             | 236 de 3 877 cm3                 | 331 de 5 431 cm3            |
| Puissance                   | 85 ch à 3 000 tr/min        | 85 ch à 3 000 tr/min        | 104 ch à 3 000 tr/min        | 95 ch à 3 600 tr/min             | 118 ch à 2 800 tr/min       |
| Couple                      | 230 N m à 1 200 tr/min      | 230 N m à 1 200 tr/min      | 258 N m à 1 500–2 200 tr/min |                                  | 355 N m à 1 200 tr/min      |
| Vitesse maximale            | 103 km/h                    | 100 km/h                    | 72 km/h                      |                                  | 64 km/h                     |
| Pente raide avec charge max | 37 pour cent                | 30 pour cent                | 49,9 pour cent               |                                  | 40 pour cent                |
| Empattement                 | 2 946 mm                    | 3 048 mm                    | 4 064 mm                     | 3 454 mm                         | 3 861 mm                    |
| Voie avant                  | 1 417 mm                    | 1 420 mm                    | 1 468 mm                     |                                  | 1 797 mm                    |
| Voie arrière                | 1 552 mm                    | 1 529 mm                    | 1 621 mm                     |                                  | 1 829 mm                    |
| Longueur                    | 4 656 mm                    | 4 656 mm                    | 6 439 mm                     | 5 194 mm                         | 6 738 mm                    |
| Largeur                     | 1 882 mm                    | 1 882 mm                    | 2 235 mm                     | 2 134 mm                         | 2 235 mm                    |
| Hauteur                     | 1 882 mm                    | 1 925 mm                    | 2 101 mm                     | 2 108 mm                         | 2 934 mm                    |
| Poids net                   | 1 526 kg                    | 1 451 kg                    | 2 131 kg                     | 3 465 kg                         | 4 495 kg                    |
| Poids brut                  | 1 980 kg                    | 2 132 kg                    | 3 969 kg                     |                                  | 9 072 kg                    |
| Charge utile                | 454 kg                      | 680 kg                      | 1 438 kg                     |                                  |                             |
| Pneus                       | 6,50 x 16                   | 7,00 x 15                   | 7,50 x 20                    | 8,25 x 20 / plus tard 10,50 x 16 | 10,00 x 20                  |
| Transmission                | Manuelle à trois vitesses   | Manuelle à trois vitesses   | Manuelle à quatre vitesses   | Manuelle à quatre vitesses       | Manuelle à cinq vitesses    |
| Engrenage                   | Haut 1 : 1 / Bas 3,3 : 1    | Haut 1 : 1 / Bas 3,3 : 1    | Haut 1 : 1 / Bas 6,4 : 1     | Rapport haut et bas              | Haut / Bas 8,4 : 1          |
| Carburant                   | Essence à 72 d'octane       | Essence à 70 d'octane       | Essence à 70 d'octane        |                                  |                             |
| Capacité de carburant       | 68 litres                   | 68 litres                   | 68 litres                    |                                  | 227 litres                  |
| Distance avec le plein      | 348 km                      | 261 km                      | 201 km                       |                                  | 459 km                      |

## Tableau des modèles
Dodge a offert les camions «Job-Rated» de 1939-1947 dans de nombreuses variantes. Ce tableau a été compilé sur la base d'images numérisées des pages de livres de pièces, montrant les numéros de modèle, les cotes de charge utile, les numéros de moteur, l'empattement et d'autres informations des livres de pièces d'usine MoPar, couvrant les camions Dodge et Fargo fabriqués de 1939 à 1977,,,,,, complété avec des informations sur les moteurs Dodge et les codes d'ingénierie du même site Web, la table d'empattement de camion Dodge sur le site "Town Wagon '39 -'47, et diverses autres sources.
Les modèles avec un «D» comme troisième lettre dans le code de modèle et marqués d'un D derrière le code du moteur indiquent les modèles proposés avec un moteur diesel.
| Modèle(s)           | Année modèle | Moteur  | Déplacement                           | Puissance       | Classification | Empattement |
| ------------------- | ------------ | ------- | ------------------------------------- | --------------- | -------------- | ----------- |
| TC                  | 1939         | T-68    | 201 de 3 300 cm3,                     | 70 ch,          | ½-tonne        | 2 946 mm    |
| TD-15               | 1939         | T-70    | 217 de 3 570 cm3,                     | 77 ch,          | ¾-tonne        | 3 048 mm    |
| TD-20               | 1939         | T-72    | 217 de 3 570 cm3,                     | 77 ch,          | 1-tonne        | 3 048 mm    |
| TD-21               | 1939         | T-72    | 217 de 3 570 cm3                      | 77 ch           | 1-tonne        | 3 378 mm    |
| TE-20               | 1939         | T-74    | 217 de 3 570 cm3                      | 77 ch           | 1-tonne        | 3 200 mm    |
| TE-21               | 1939         | T-74    | 217 de 3 570 cm3                      | 77 ch           | 1-tonne        | 3 378 mm    |
| TE-22               | 1939         | T-74    | 217 de 3 570 cm3                      | 77 ch           | 1-tonne        | 4 064 mm    |
| TE-30               | 1939         | T-74    | 218 de 3 570 cm3, ou 217 de 3 570 cm3 | 73 ch, ou 77 ch | 1½-tonne       | 3 200 mm    |
| TE-31               | 1939         | T-74    | 218 de 3 570 cm3, ou 217 de 3 570 cm3 | 73 ch, ou 77 ch | 1½-tonne       | 3 378 mm    |
| TE-32               | 1939         | T-74    | 218 de 3 570 cm3, ou 217 de 3 570 cm3 | 73 ch, ou 77 ch | 1½-tonne       | 4 064 mm    |
| TF-29, TFA-29       | 1939         | T-76    | 217 de 3 570 cm3                      | 77 ch           | 1-tonne        | 3 378 mm    |
| TF-30, TFA-30       | 1939         | T-76    | 217 de 3 570 cm3                      | 77 ch           | 1-tonne        | 3 759 mm    |
| TF-35, TFA-35       | 1939         | T-76    | 228 de 3 740 cm3, ou 217 de 3 570 cm3 | 78 ch, ou 77 ch | 1½-tonne       | 3 200 mm    |
| TF-36, TFA-36       | 1939         | T-76    | 228 de 3 740 cm3, ou 217 de 3 570 cm3 | 78 ch, ou 77 ch | 1½-tonne       | 3 378 mm    |
| TF-37(-X), TFA-37   | 1939         | T-76    | 228 de 3 740 cm3, ou 217 de 3 570 cm3 | 78 ch, ou 77 ch | 1½-tonne       | 4 064 mm    |
| TF-38(-X), TFA-38   | 1939         | T-76    | 228 de 3 740 cm3, ou 217 de 3 570 cm3 | 78 ch, ou 77 ch | 1½-tonne       | 4 826 mm    |
| TF-39               | 1939         | T-76    | 217 de 3 570 cm3                      | 77 ch           | 1½-tonne       | 4 623 mm    |
| TG-40, TGA-40       | 1939         | T-78    |                                       |                 | 1½-tonne       | 3 454 mm    |
| TG-41, TGA-41       | 1939         | T-78    |                                       |                 | 1½-tonne       | 3 759 mm    |
| TG-42, TGA-42       | 1939         | T-78    |                                       |                 | 1½-tonne       | 4 064 mm    |
| TG-43, TGA-43       | 1939         | T-78    |                                       |                 | 1½-tonne       | 4 521 mm    |
| TG-44, TGA-44       | 1939         | T-78    |                                       |                 | 1½-tonne       | 5 588 mm    |
| TH-45, THA-45       | 1939         | T-78    |                                       |                 | 2-tonnes       | 3 454 mm    |
| TH-46, THA-46       | 1939         | T-78    |                                       |                 | 2-tonnes       | 3 759 mm    |
| TH-47, THA-47       | 1939         | T-78    |                                       |                 | 2-tonnes       | 4 064 mm    |
| TH-48, THA-48       | 1939         | T-78    |                                       |                 | 2-tonnes       | 4 521 mm    |
| TH-49, THA-49       | 1939         | T-78    |                                       |                 | 2-tonnes       | 5 588 mm    |
| TK-60, TKA-60       | 1939         | T-80    |                                       |                 | 3-tonnes       | 3 861 mm    |
| TK-61, TKA-61       | 1939         | T-80    |                                       |                 | 3-tonnes       | 3 861 mm    |
| TK-62, TKA-62       | 1939         | T-80    |                                       |                 | 3-tonnes       | 4 775 mm    |
| TK-63, TKA-63       | 1939         | T-80    |                                       |                 | 3-tonnes       | 5 207 mm    |
| TKD-60, TKDA-60     | 1939         | T-84 D  | 331 de 5 420 cm3                      | 96 ch           | 3-tonnes       | 3 861 mm    |
| TKD-61, TKDA-61     | 1939         | T-84 D  | 331 de 5 420 cm3                      | 96 ch           | 3-tonnes       | 3 861 mm    |
| TKD-62, TKDA-62     | 1939         | T-84 D  | 331 de 5 420 cm3                      | 96 ch           | 3-tonnes       | 4 775 mm    |
| TKD-63, TKDA-63     | 1939         | T-84 D  | 331 de 5 420 cm3                      | 96 ch           | 3-tonnes       | 5 207 mm    |
| TL-50, TLA-50       | 1939         | T-80    |                                       |                 | 2-tonnes       | 3 861 mm    |
| TL-51, TLA-51       | 1939         | T-80    |                                       |                 | 2-tonnes       | 3 861 mm    |
| TL-52, TLA-52       | 1939         | T-80    |                                       |                 | 2-tonnes       | 4 775 mm    |
| TLD-50, TLDA-50     | 1939         | T-84 D  | 331 de 5 420 cm3                      | 96 ch           | 2-tonnes       | 3 861 mm    |
| TLD-53, TLDA-53     | 1939         | T-84 D  | 331 de 5 420 cm3                      | 96 ch           | 2-tonnes       | 5 207 mm    |
| VC                  | 1940         | T-92    | 201 de 3 300 cm3                      | 79 ch           | ½-tonne        | 2 946 mm    |
| VD-15               | 1940         | T-94    | 217 de 3 570 cm3                      | 82 ch           | ¾-tonne        | 3 048 mm    |
| VD-20               | 1940         | T-96    | 217 de 3 570 cm3                      | 82 ch           | 1-tonne        | 3 048 mm    |
| VD-21               | 1940         | T-96    | 217 de 3 570 cm3                      | 82 ch           | 1-tonne        | 3 378 mm    |
| VF-20, VFA-20       | 1940         | T-98    | 228 de 3 740 cm3                      |                 | 1-tonne        | 3 200 mm    |
| VF-21, VFA-21       | 1940         | T-98    | 228 de 3 740 cm3                      |                 | 1-tonne        | 3 378 mm    |
| VF-22, VFA-22       | 1940         | T-98    | 228 de 3 740 cm3                      |                 | 1-tonne        | 4 064 mm    |
| VF-27               | 1940         | T-98    | 228 de 3 740 cm3                      |                 | ¾-tonne        | 3 200 mm    |
| VF-28               | 1940         | T-98    | 228 de 3 740 cm3                      |                 | ¾-tonne        | 3 378 mm    |
| VF-29, VFA-29       | 1940         | T-98    | 228 de 3 740 cm3                      |                 | ¾-tonne        | 4 064 mm    |
| VF-30, VFA-30       | 1940         | T-98    | 228 de 3 740 cm3                      |                 | 1½-tonne       | 3 200 mm    |
| VF-31, VFA-31       | 1940         | T-98    | 228 de 3740 cm3                       |                 | 1½-tonne       | 3 378 mm    |
| VF-32, VFA-32       | 1940         | T-98    | 228 de 3 740 cm3                      |                 | 1½-tonne       | 4 064 mm    |
| VF-33, VFA-33       | 1940         | T-98    | 228 de 3 740 cm3                      |                 | 1½-tonne       | 4 826 mm    |
| VF-39               | 1940         | T-102   |                                       |                 | 1½-tonne       | 4 623 mm    |
| VG-40, VGA-40       | 1940         | T-100   |                                       |                 | 1½-tonne       | 3 454 mm    |
| VG-41, VGA-41       | 1940         | T-100   |                                       |                 | 1½-tonne       | 3 759 mm    |
| VG-42, VGA-42       | 1940         | T-100   |                                       |                 | 1½-tonne       | 4 064 mm    |
| VG-43, VGA-43       | 1940         | T-100   |                                       |                 | 1½-tonne       | 4 521 mm    |
| VG-44, VGA-44       | 1940         | T-100   |                                       |                 | 1½-tonne       | 5 588 mm    |
| VH-45, VHA-45       | 1940         | T-100   |                                       |                 | 2-tonnes       | 3 454 mm    |
| VH-46, VHA-46       | 1940         | T-100   |                                       |                 | 2-tonnes       | 3 759 mm    |
| VH-47, VHA-47       | 1940         | T-100   |                                       |                 | 2-tonnes       | 4 064 mm    |
| VH-48, VHA-48       | 1940         | T-100   |                                       |                 | 2-tonnes       | 4 521 mm    |
| VH-49, VHA-49       | 1940         | T-100   |                                       |                 | 2-tonnes       | 5 588 mm    |
| VK-60, VKA-60       | 1940         | T-104   |                                       |                 | 3-tonnes       | 3 861 mm    |
| VK-61, VKA-61       | 1940         | T-104   |                                       |                 | 3-tonnes       | 3 861 mm    |
| VK-62, VKA-62       | 1940         | T-104   |                                       |                 | 3-tonnes       | 4 775 mm    |
| VK-63, VKA-63       | 1940         | T-104   |                                       |                 | 3-tonnes       | 5 207 mm    |
| VKD-60, VKDA-60     | 1940         | T-106 D |                                       |                 | 3-tonnes       | 3 861 mm    |
| VKD-61, VKDA-61     | 1940         | T-106 D |                                       |                 | 3-tonnes       | 3 861 mm    |
| VKD-62, VKDA-62     | 1940         | T-106 D |                                       |                 | 3-tonnes       | 4 775 mm    |
| VKD-63, VKDA-63     | 1940         | T-106 D |                                       |                 | 3-tonnes       | 5 207 mm    |
| VL-50, VLA-50       | 1940         | T-104   |                                       |                 | 2-tonnes       | 3 861 mm    |
| VLD-50, VLDA-50     | 1940         | T-106 D |                                       |                 | 2-tonnes       | 3 861 mm    |
| VLD-51, VLDA-51     | 1940         | T-106 D |                                       |                 | 2-tonnes       | 3 861 mm    |
| VLD-53, VLDA-53     | 1940         | T-106 D |                                       |                 | 2-tonnes       | 5 207 mm    |
| VR-40, VRA-40       | 1940         | T-90    |                                       |                 | 1½-tonne       | 2 667 mm    |
| VR-42, VRA-42       | 1940         | T-90    |                                       |                 | 1½-tonne       | 3 277 mm    |
| VR-43, VRA-43       | 1940         | T-90    |                                       |                 | 1½-tonne       | 4 039 mm    |
| VS-45, VSA-45       | 1940         | T-90    |                                       |                 | 2-tonnes       | 2 667 mm    |
| VS-47, VSA-47       | 1940         | T-90    |                                       |                 | 2-tonnes       | 3 277 mm    |
| VS-48, VSA-48       | 1940         | T-90    |                                       |                 | 2-tonnes       | 4 039 mm    |
| WC                  | 1941         | T-112   | 201 de 3 300 cm3                      | 82,5 ch         | ½-tonne        | 2 946 mm    |
| WC                  | 1942         | T-112   | 217 de 3 570 cm3                      | 85 ch           | ½-tonne        | 2 946 mm    |
| WC                  | 1946-1947    |         | 217 de 3 570 cm3                      | 95 ch,          | ½-tonne        | 2 946 mm    |
| WD-15               | 1941-1947    | T-114   | 217 de 3 570 cm3                      | 85 ch           | ¾-tonne        | 3 048 mm    |
| WD-20               | 1941         | T-114   | 217 de 3 570 cm3                      | 85 ch           | 1-tonne        | 3 048 mm    |
| WD-20               | 1942-1947    | T-116   | 230 de 3 770 cm3                      | 102 ch          | 1-tonne        | 3 048 mm    |
| WD-21               | 1941         | T-116   | 217 de 3 570 cm3                      | 85 ch           | 1-tonne        | 3 378 mm    |
| WD-21               | 1942-1947    | T-116   | 230 de 3 770 cm3                      | 102 ch          | 1-tonne        | 3 378 mm    |
| WF-20, WFA-20       | 1941-1947    | T-118   | 236 de 3 870 cm3                      | 104 ch          | 1-tonne        | 3 200 mm    |
| WF-21, WFA-21       | 1941-1947    | T-118   | 236 de 3 870 cm3                      | 104 ch          | 1-tonne        | 3 429 mm    |
| WF-22, WFA-22       | 1941-1947    | T-118   | 236 de 3 870 cm3                      | 104 ch          | 1-tonne        | 4 064 mm    |
| WF-23               | 1945-1947    | T-118   | 236 de 3 870 cm3                      | 104 ch          | 1-tonne        | 4 826 mm    |
| WF-30, WFA-30       | 1941-1947    | T-118   | 236 de 3 870 cm3                      | 104 ch          | 1½-tonne       | 3 200 mm    |
| WF(X)-31, WFA(X)-31 | 1941-1947    | T-118   | 236 de 3 870 cm3                      | 104 ch          | 1½-tonne       | 3 429 mm    |
| WF(X)-32, WFA(X)-32 | 1941-1947    | T-118   | 236 de 3 870 cm3                      | 104 ch          | 1½-tonne       | 4 064 mm    |
| WF-33, WFA-33       | 1941-1947    | T-118   | 236 de 3 870 cm3                      | 104 ch          | 1½-tonne       | 4 826 mm    |
| WF(X)-34, WFA(X)-34 | 1941-1947    | T-118   | 236 de 3 870 cm3                      | 104 ch          | 1½-tonne       | 4 521 mm    |
| WF(X)-36, WFA(X)-36 | 1941-1947    | T-118   | 236 de 3 870 cm3                      | 104 ch          | 1½-tonne       | 5 080 mm    |
| WF-39               | 1941-1947    | T-122   | 228 ou 236 (3,7 ou 3,9 L)             |                 | 1½-tonne       | 4 623 mm    |
| WG-40, WGA(X)-40    | 1941-1947    | T-120   | 241 ou 251 (3,9 ou 4,1 L)             |                 | 1½-tonne       | 3 454 mm    |
| WG-41, WGA(X)-41    | 1941-1947    | T-120   | 241 ou 251 (3,9 ou 4,1 L)             |                 | 1½-tonne       | 3 759 mm    |
| WG-42, WGA(X)-42    | 1941-1947    | T-120   | 241 ou 251 (3,9 ou 4,1 L)             |                 | 1½-tonne       | 4 064 mm    |
| WG-43, WGA(X)-43    | 1941-1947    | T-120   | 241 ou 251 (3,9 ou 4,1 L)             |                 | 1½-tonne       | 4 521 mm    |
| WG-44, WGA(X)-44    | 1941-1947    | T-120   | 241 ou 251 (3,9 ou 4,1 L)             |                 | 1½-tonne       | 4 826 mm    |
| WH(X)-45, WHA(X)-45 | 1941-1947    | T-120   | 241 ou 251 (3,9 ou 4,1 L)             |                 | 2-tonnes       | 3 454 mm    |
| WH(X)-46, WHA(X)-46 | 1941-1947    | T-120   | 241 ou 251 (3,9 ou 4,1 L)             |                 | 2-tonnes       | 3 759 mm    |
| WH(X)-47, WHA(X)-47 | 1941-1947    | T-120   | 241 ou 251 (3,9 ou 4,1 L)             |                 | 2-ton          | 4 064 mm    |
| WH(X)-48, WHA(X)-48 | 1941-1947    | T-120   | 241 ou 251 (3,9 ou 4,1 L)             |                 | 2-ton          | 4 521 mm    |
| WH(X)-49, WHA(X)-49 | 1941-1947    | T-120   | 241 ou 251 (3,9 ou 4,1 L)             |                 | 2-ton          | 5 588 mm    |
| WJ-55               | 1946-1947    | T-136   | 281 de 4 610 cm3                      |                 | 2½-tonne       | 3 454 mm    |
| WJ-56               | 1946-1947    | T-136   | 281 de 4 610 cm3                      |                 | 2½-tonne       | 3 607 mm    |
| WJ-57               | 1946-1947    | T-136   | 281 de 4 610 cm3                      |                 | 2½-tonne       | 4 064 mm    |
| WJ-58               | 1946-1947    | T-136   | 281 de 4 610 cm3                      |                 | 2½-tonne       | 4 521 mm    |
| WJ-59               | 1946-1947    | T-136   | 281 de 4 610 cm3                      |                 | 2½-tonne       | 5 969 mm    |
| WK-60, WKA-60       | 1941-1942    | T-124   | 331 de 5 420 cm3                      |                 | 3-tonnes       | 3 861 mm    |
| WK-61, WKA-61       | 1941-1942    | T-124   | 331 de 5 420 cm3                      |                 | 3-tonnes       | 3 861 mm    |
| WK-62, WKA-62       | 1941-1942    | T-124   | 331 de 5 420 cm3                      |                 | 3-tonnes       | 4 775 mm    |
| WK-63, WKA-63       | 1941-1942    | T-124   | 331 de 5 420 cm3                      |                 | 3-tonnes       | 5 207 mm    |
| WKD-60, WKDA-60     | 1941-1942    | T-126 D |                                       |                 | 3-tonnes       | 3 861 mm    |
| WKD-61, WKDA-61     | 1941-1942    | T-126 D |                                       |                 | 3-tonnes       | 3 861 mm    |
| WKD-62, WKDA-62     | 1941-1942    | T-126 D |                                       |                 | 3-tonnes       | 4 775 mm    |
| WKD-63, WKDA-63     | 1941-1942    | T-126 D |                                       |                 | 3-tonnes       | 5 207 mm    |
| WL-50, WLA-50       | 1941-1942    | T-124   | 331 de 5 420 cm3                      |                 | 2-tonnes       | 3 861 mm    |
| WL-51, WLA-51       | 1941-1942    | T-124   | 331 de 5 420 cm3                      |                 | 2-tonnes       | 3 861 mm    |
| WL-52, WLA-52       | 1941-1942    | T-124   | 331 de 5 420 cm3                      |                 | 2-tonnes       | 4 775 mm    |
| WL-53, WLA-53       | 1941-1942    | T-124   | 331 de 5 420 cm3                      |                 | 2-tonnes       | 5 207 mm    |
| WLD-50, WLDA-50     | 1941-1942    | T-126 D |                                       |                 | 2-tonnes       | 3 861 mm    |
| WK-65, WR-65        | 1946-1947    | T-135   | 331 de 5 420 cm3                      |                 | 3-tonnes       | 3 454 mm    |
| WK-66, WR-66        | 1946-1947    | T-135   | 331 de 5 420 cm3                      |                 | 3-tonnes       | 3 607 mm    |
| WK-67, WR-67        | 1946-1947    | T-135   | 331 de 5 420 cm3                      |                 | 3-tonnes       | 4 064 mm    |
| WK-68, WR-68        | 1946-1947    | T-135   | 331 de 5 420 cm3                      |                 | 3-tonnes       | 4 521 mm    |
| WK-69, WR-69        | 1946-1947    | T-135   | 331 de 5 420 cm3                      |                 | 3-tonnes       | 4 978 mm    |